# Filmfare Special Award
Le Filmfare Special Award (en français : prix spécial Filmfare) également appelé Special Performance Award ou  Special Mention ou encore Special Jury Award, est une récompense du cinéma indien, remis par le magazine indien Filmfare, à l'occasion de la cérémonie des Filmfare Awards. Il récompense une performance spéciale et unique et encourage les artistes, les cinéastes et les musiciens à innover dans le domaine de la scène, de la mise en scène, de la musique et de l'interprétation. Il n'est décerné que si quelqu'un a fait quelque chose de vraiment différent. Cependant, il est également décerné occasionnellement à des personnalités du cinéma pour leur contribution à l'industrie cinématographique. 

## Lauréats

### Années 1970
| Année | Lauréat            | Rôle          | Notes                                                     |
| ----- | ------------------ | ------------- | --------------------------------------------------------- |
| 1972  | Jaya Bachchan      | actrice       | Pour le film Uphaar (en)                                  |
| 1972  | Prithviraj Kapoor  | acteur        | Mention spéciale                                          |
| 1973  | V. Shantaram       | acteur        | Prix de la mention spéciale                               |
| 1973  | Anubhav (en)       | film          | Citation spéciale pour Basu Bhattacharya (en)             |
| 1974  | Rajesh Khanna      | acteur        | Pour le film Anuraag (en)                                 |
| 1975  | Ankur              | film          | Mohan J Bijlani & Freni Variava                           |
| 1976  | Farida Jalal       | actrice       | Pour son interprétation dans le film Majboor              |
| 1976  | Preeti Sagar (en)  | chanteuse     | Pour son interprétation de la chanson My Heart is Beating |
| 1976  | Uttam Kumar        | acteur        | Pour son interprétation dans le film Amanush (en)         |
| 1977  | K. J. Yesudas (en) | chanteur      | Pour le film Chitchor                                     |
| 1978  | Bhimasin Khurana   | Réalisateur   | Pour le film Gharonda (en)                                |
| 1978  | Amol Palekar       | acteur        | Pour son interprétation dans Bhumika                      |
| 1978  | Naseeruddin Shah   | acteur        | Pour son interprétation dans Manthan                      |
| 1979  | Master Raju (en)   | enfant acteur | Pour son interprétation dans le film Kitaab (en)          |

### Années 1980
| Année | Lauréat                  | Rôle        | Notes                                       |
| ----- | ------------------------ | ----------- | ------------------------------------------- |
| 1980  | Muzaffar Ali             | réalisateur | Pour le film Gaman (en)                     |
| 1981  | Mushir Riaz Alam         | producteur  | Pour Apne Paraye                            |
| 1982  | Padmini Kolhapure        | actrice     | Pour son apparition dans Ahista Ahista (en) |
| 1982  | 36 Chowringhee Lane (en) | Producteur  | Shashi Kapoor                               |

### Années 1990
| Année | Lauréat                 | Rôle        | Notes |
| ----- | ----------------------- | ----------- | --- |
| 1990  | Rajesh Khanna           | acteur      | pour avoir passé 25 ans dans l'industrie cinématographique indienne. |
| 1993  | Lata Mangeshkar         | chanteuse   | Mangeshkar n'a pas pu être nommée pour le prix de la meilleure chanteuse de play-back car elle avait demandé, il y a plusieurs années, que son nom ne soit pas pris en compte pour une nomination afin de promouvoir de nouveaux talents. Le jury l'a récompensée pour son interprétation de la chanson Didi Tera Devar Deewana (en) de Hum Aapke Hain Koun. |
| 1993  | Meenakshi Seshadri (en) | actrice     | |
| 1996  | Asha Bhosle             | chanteuse   | Comme sa sœur aînée, Bhosle n'a pas pu être nommée pour le prix de la meilleure chanteuse de play-back car elle a demandé que son nom ne soit pas pris en compte pour une nomination afin de promouvoir de nouveaux talents, le jury l'a récompensée pour son interprétation de la chanson Tanha Tanha du film Rangeela.                                     |
| 1997  | Shobhna Samarth         | actrice     | pour sa contribution à l'industrie cinématographique hindi. |
| 1997  | Nasir Hussain           | réalisateur | pour sa contribution à l'industrie cinématographique hindi. |
| 1997  | Pran                    | acteur      | pour sa contribution à l'industrie cinématographique hindi. |
| 1997  | Govinda                 | acteur      | pour le rôle de Shyamsundar dans le film Saajan Chale Sasural |
| 1998  | Jaya Bachchan           | actrice     | pour son rôle de Sujata Chatterjee dans le film Hazaar Chaurasi Ki Maa (en) et sa contribution à l'industrie cinématographique. |
| 1999  | Shekhar Kapur           | réalisateur | pour sa contribution à l'industrie cinématographique et pour ses réalisations dans le domaine du cinéma international. |

### Années 2000
| Année | Lauréat                          | Rôle                                               | Notes                                                                                |
| ----- | -------------------------------- | -------------------------------------------------- | ------------------------------------------------------------------------------------ |
| 2000  | Amitabh Bachchan                 | acteur                                             | sacré "Superstar du millénaire".                                                     |
| 2001  | Anu Malik \| compositeur musical | prix spécial pour sa musique pour le film Refugee' |                                                                                      |
| 2002  | Ameesha Patel                    | actrice                                            | pour son excellente performance en tant que Sakina dans le film Gadar: Ek Prem Katha |
| 2002  | Raveena Tandon                   | actrice                                            | pour son rôle de Neeta dans le film Aks                                              |
| 2004  | Kareena Kapoor                   | actrice                                            | pour son rôle de Chameli dans le film Chameli                                        |
| 2004  | Lata Mangeshkar                  | chanteur                                           | Trophée en or présenté à l'occasion des 50 ans des Filmfare Awards.                  |
| 2007  | Deepak Dobriyal (en)             | acteur                                             | pour son rôle de Rajoh Tiwari dans le film Omkara                                    |
| 2009  | Prateik Babbar                   | acteur                                             | pour son rôle d'Amit Mahant dans le film Jaane Tu... Ya Jaane Na                     |
| 2009  | Purab Kohli (en)                 | acteur                                             | pour son rôle de Kedar dans le film Rock On!!                                        |